# Daniel Friedrich Eduard Wilsing
Daniel Friedrich Eduard Wilsing (* 21. Oktober 1809 in Hörde; † 2. Mai 1893 in Berlin) war ein deutscher Komponist der Romantik.

## Leben
Daniel Friedrich Eduard Wilsing war ein Urenkel des Kantors an der Dortmunder Marienkirche Johann Gottlieb Preller. Er erhielt seine Ausbildung in Wesel, Dortmund und Soest (Lehrerseminar). Im Bereich der Musik war er zunächst Autodidakt. Zwischen 1829 und 1834 war er als Organist an der evangelischen Haupt- und Mathena-Kirche in Wesel tätig, überwarf sich jedoch mit dem dortigen Presbyterium. Erst nach seinem Umzug nach Berlin im Jahr 1834 erhielt er Kompositionsunterricht, wie Felix Mendelssohn Bartholdy war er Schüler von Ludwig Berger.
Seine Psalmenkomposition De profundis, Friedrich Wilhelm IV. gewidmet und von diesem mit der goldenen Kunst- und Wissenschafts-Medaille ausgezeichnet, wurde von Robert Schumann hochgelobt. Am 16. März 1853 schrieb Schumann an seinen Schüler Hermann Krigar, der Schumann ein Exemplar der Partitur geschickt hatte: „Von aller geistlichen neuen Musik, die ich kenne, wüsste ich nichts, was diesem zu vergleichen wäre. […] Der Künstler, der es geschaffen, ist, der Höhe seiner Musik nach, ein zu festgegründeter Geist, als dass ihm das Urtheil der Welt etwas anhaben könnte.“ In seinem berühmten  Brahms-Aufsatz „Neue Bahnen“ nennt er Wilsing einen „tiefsinnigen, großer Kunst beflissenen geistlichen Tonsetzer“ unter den „hochaufstrebenden Künstlern der jüngsten Zeit“ und urteilt über dessen De profundis: „Ein De profundis für vierfachen Chor mit Orchester, in diesem Jahr erschienen, gehört zu den größten und gewaltigsten Meisterwerken, die unsere Zeit hervorgebracht.“
Wilsing heiratete am 17. Oktober 1855 Clara Pauline Julie Adelheid Hitzig (1827–1906). 1856 wurde der Sohn Daniel Moritz Johannes geboren, das einzige Kind des Paares.
Eine schwere geistige Erkrankung hinderte Wilsing später am weiteren Komponieren und seine Menschenscheu verhinderte höheren Bekanntheitsgrad. Krigar schreibt in einem Brief an Schumann: „Dazu gehört, dass er selbst seinen genauesten Bekannten sich oft gänzlich verschließt [...] Er selbst ist nicht im Stande für sein Werk [...] auch nur einen Schritt zu thun, selbst auf die Gefahr hin, daß es Niemand zu sehen bekommt.“  Außerdem hat Wilsing am Ende seines Lebens alle persönlichen Dokumente verbrannt.

## Werke
- Sonaten op. 1 Nr. 1–3

Trois Grandes Sonates pour le Pianoforte, Ludwig Berger gewidmet. Berlin: Bote & Bock, o. J. [1838/39]. (Neuausgabe Köln: Dohr, 2021)
- Fünf Lieder op. 5. Berlin: Bote & Bock, o. J. [1840]. (Neuausgabe Köln: Dohr, 2023)

Nähe des Geliebten (Johann Wolfgang von Goethe)
Gruß aus der Ferne (Altes deutsches Lied)
Wandrers Nachtlied (Goethe)
Das Veilchen (Goethe)
Sehnsucht (Goethe)
- Caprice op. 6

Caprice pour le Pianoforte. Berlin: Bote & Bock, o. J. [1840]. (Neuausgabe Köln: Dohr, 2021)
- Sonate [Nr. 4] op. 7

Sonate pour le Pianoforte, Rudolphe Jacobi gewidmet. Berlin: Bote & Bock, o. J. [1843]. (Neuausgabe Köln: Dohr, 2021)
- Fantasia op. 10

Fantasia per il Pianoforte, Ed. Schröder gewidmet. Berlin: Bote & Bock, o. J. [1842]. (Neuausgabe Köln: Dohr, 2021)
- Humoreske op. 11

Humoreske (in canonischer Form) für das Pianoforte, W. L. von Wedderkop gewidmet. Berlin: Paez, o. J. [1850]. (Neuausgabe Köln: Dohr, 2021)
„Diese Notenausgabe ist wie eine Schatzkiste. Beinhaltet sie doch Klaviersonaten, Fugen sowie eine Caprice, Fantasie und Humoreske von einem bisher gänzlich unbekannten Komponisten, der im 19. Jahrhundert gelebt hat, aber ganz im Sinne der Wiener Klassik komponierte. Es bereitet große Freude, die gut 200 Seiten der Gesamtedition sämtlicher Klavierwerke von Eduard Wilsing durchzuspielen. Alles liegt pianistisch angenehm in der Hand und ist mit einem ausgeprägten Formsinn komponiert. […] Diese Klaviermusik ist nicht nur für Laien attraktiv, sondern sie könnte auch durchaus auf dem Konzertpodium ihren Platz finden. Die Gesamtedition des Dohr-Verlags ist ausgezeichnet.“
- Sonate für Pianoforte und Violine (1832). Erstausgabe Köln: Dohr, 2005.
- Sinfonia

Sinfonie D-Dur (1832; uraufgeführt am 3. März 1841 in Dortmund). Erstausgabe Köln: Dohr, 2023. Wiederaufführung durch das Dortmunder Jugendorchester DOJO unter Leitung von Achim Fiedler am 15. September 2024 im Konzerthaus Dortmund.
- Drei Lieder. Berlin: Bote & Bock, o. J. [1839].
- Drei Fugen

Drei Fugen für das Pianoforte componirt (um 1839–1834). Erstausgabe Köln: Dohr, 2012.
- Hebräische Original-Melodien (Hebrew Melodies) Nr. 1–3; Text: Lord Byron. Berlin: Bote & Bock, o. J. [1840/41].
- Lied Froh will ich sein. Berlin: Challier, o. J. [1850].
- Chorsätze (Neuausgabe Köln: Dohr, 2022)

Der jüngste Tag „Wenn der jüngste Tag will werden“ für Männerchor (1843)
Geistliches Lied „Die Blum’ in Waldesschlüften“ (Wilhelm Wackernagel) für Männerchor, auch als Bearb. für gemischten Chor von Ludwig Erk (1853)
Frieden „Leichte Stunden meiner Tage“ (Ernst Moritz Arndt) für Männerchor, auch als Bearb. für gemischten Chor von Ludwig Erk (1854)
„Glücklich, wer auf Gott vertraut“ (Hoffmann von Fallersleben) für Männerchor, auch als Bearb. für gemischten Chor von Friedrich Erk (1854)
Die Zeit geht schnell „Lieb Vöglein, vor Blüten sieht man dich kaum“ (Joseph von Eichendorff) für Männerchor, auch als Bearb. für gemischten Chor von Ludwig Erk (1854)
Bearb. von Ludwig van Beethoven: Die Ehre Gottes aus der Natur „Die Himmel rühmen des Ewigen Ehre“ (Christian Fürchtegott Gellert) für gemischten Chor (vor 1857)
Abschied „Die duftenden Kräuter auf der Au“ (Hoffmann von Fallersleben) für Männerchor (nach 1858)
Morgenlied „Verschwunden ist die finstre Nacht“ (Friedrich Schiller) für Männerchor (1859)
- Vier Gesänge für tiefe Stimme. Berlin: Bote & Bock, o. J. [1858]. (Neuausgabe Köln: Dohr, 2023)

Wiegenlied (Victor Strauß)
Der Augenblick (Johann Gottfried Herder)
Vorübergegangen (nach Herder)
Geh’ du nur hin! (Adelbert von Chamisso)
- Das Lied vom Schmetterling (Johann Gottfried Herder). Berlin: Bote & Bock, o. J. [1858]. (Neuausgabe Köln: Dohr, 2023)
- De profundis für vier Chöre, Soli und Orchester über den 129. Psalm (Vulgata-Zählung) (vollendet 1850). Berlin: Schlesinger, o. J. [1853]. (Neuausgabe Schallstadt: Eichen Musikverlag, 2013)
- Jesus Christus (vollendet 1890),  Berliner Staatsbibliothek.